# Josef Fanta

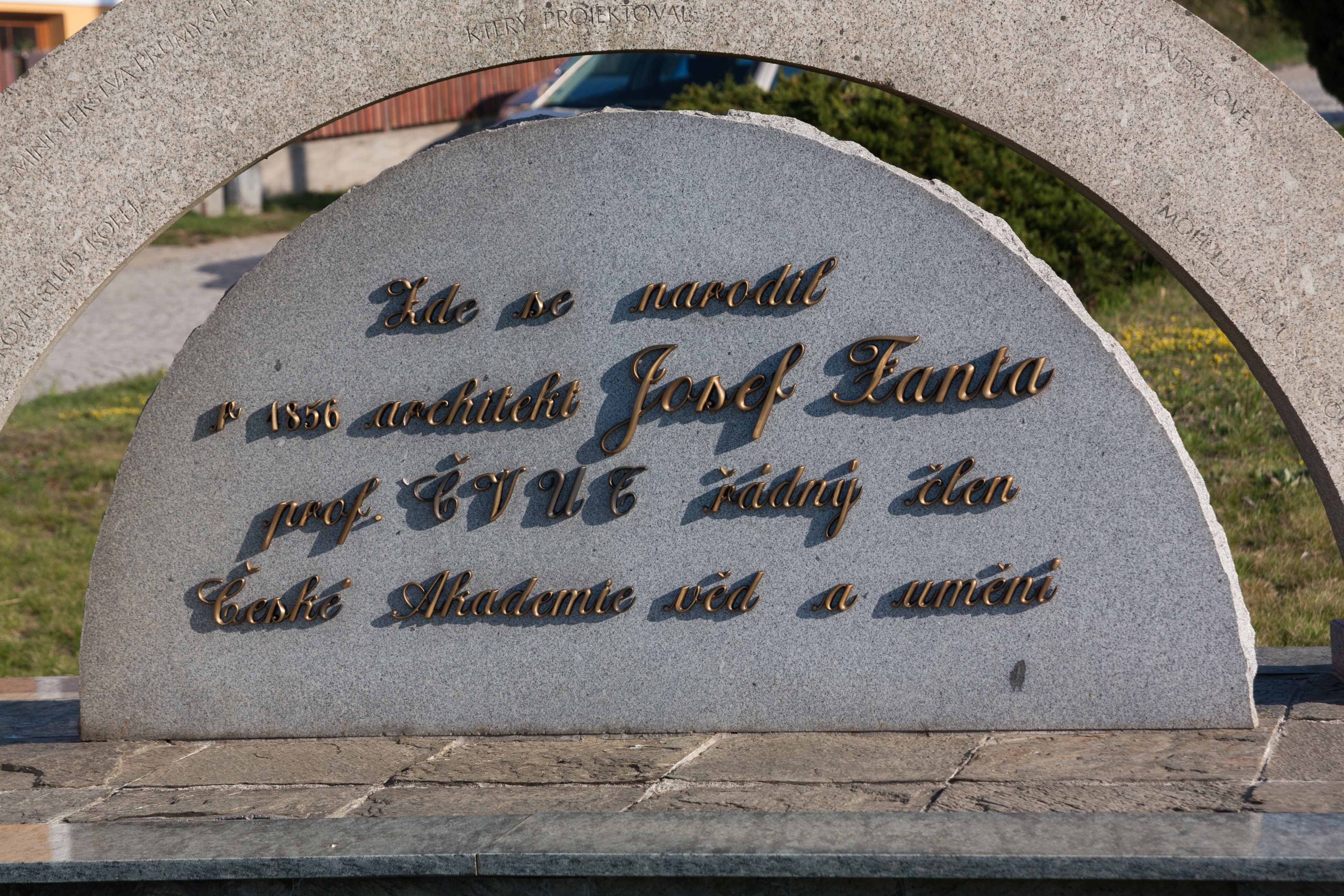
Pamětní deska Josefa Fanty v Sudoměřicích

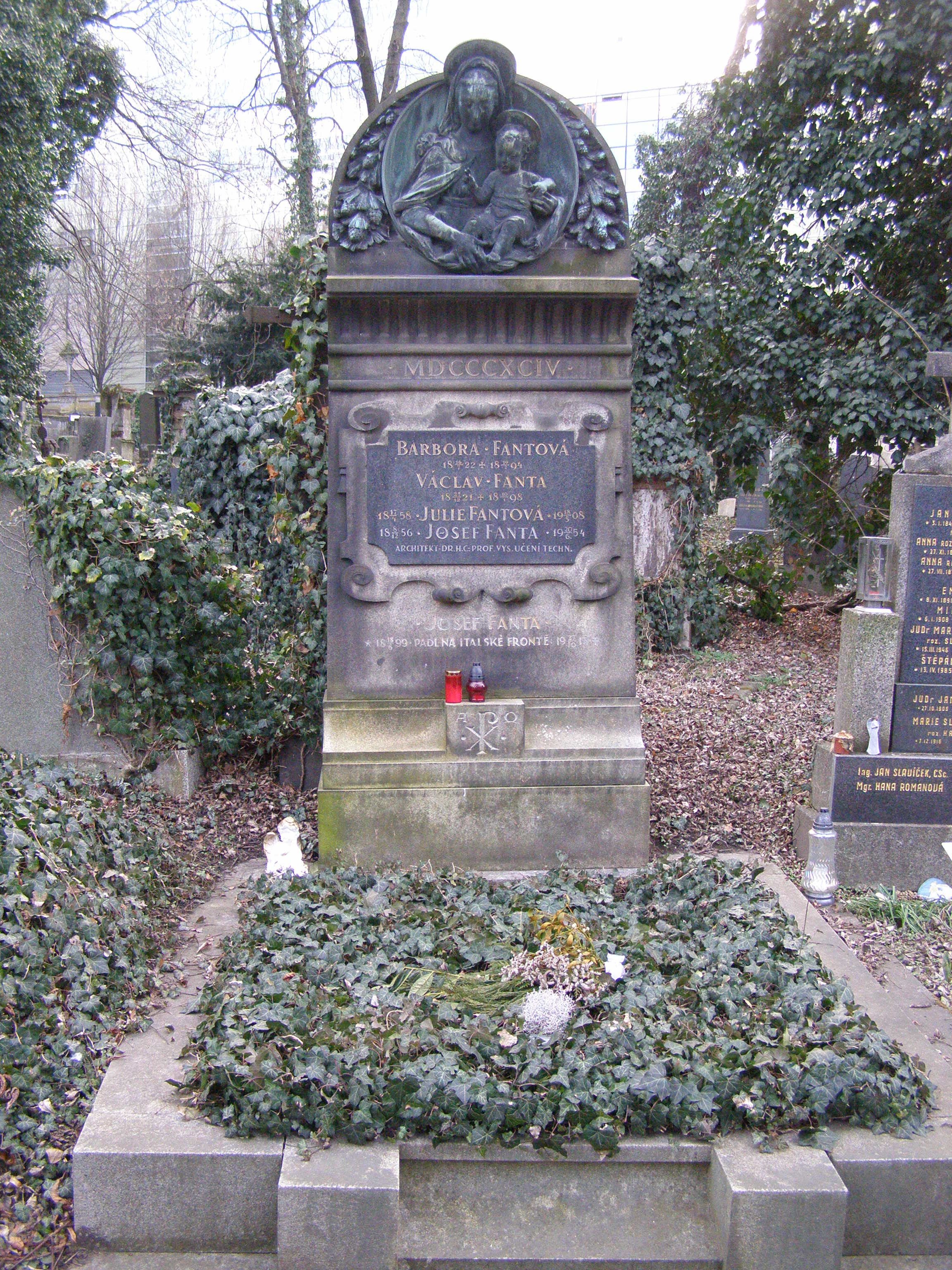
Hrob Josefa Fanty v Praze na Olšanských hřbitovech

Josef Fanta (7. prosince 1856 Sudoměřice u Tábora – 20. června 1954 Praha) byl český architekt, návrhář chrámového vybavení, textilu, nábytku, malíř, autor mnoha publikací (např. O svérázu krojovém a bytovém), profesor a čestný doktor Českého vysokého učení technického v Praze a člen České akademie věd a umění. 
Věnoval se ochraně památek a byl významným mecenášem. Náleží ke generaci Národního divadla. V počátcích své kariéry patřil k představitelům novorenesance, spolupracoval a byl ovlivněn architektem Antonínem Wiehlem, vůdčí osobností novorenesance navazujícího na tradici české renesance 16. století. Od počátku 20. století se stal jedním z nejvýznamnějších představitelů české secesní architektury.

## Život
Josef Fanta se narodil v Sudoměřicích u Tábora, kde měli jeho rodiče zájezdní hostinec. Vystudoval architekturu  na ČVUT v Praze.  Po studiích a cestách se  roku 1881 stal asistentem svého profesora, architekta Josefa Zítka, jemuž asistoval při realizaci dostavby Národního divadla po požáru. Fanta při této stavbě mimo jiné vytvořil novorenesanční lampu, která dodnes stojí před Národním divadlem. Podařilo se mu získat státní stipendium a rok 1889 strávil v Itálii, kde studoval starou architekturu. Poté působil jako asistent a od roku 1909 jako řádný profesor na ČVUT. Od roku 1918 byl členem České akademie věd a umění.
První stavby proáděl ve stylu historismu, patří k nim činžovní domy a paláce na Smíchově a na Novém Městě. Tam se po B. Tesařovi autorsky se podílel mj. na dokončení stavby Hlávkových kolejí v Jenštejnské ulici v Praze (kolem 1900). Prvním zcela secesním projektem byla odbavovací budova dřívějšího Nádraží císaře Františka Josefa (dnes Hlavního nádraží v Praze) a její věž, dotvořená sochami Ladislava Šalouna. Následovaly budova Ondřejovské observatoře, dům pěveckého spolku Hlahol na Masarykově nábřeží 16/248 v Praze (z let 1903–1906) či Mohyly míru (památník bitvy u Slavkova). V meziválečné době navrhl eklektickou budovu paláce Ministerstva průmyslu a obchodu v Praze Na Františku, která se nese v duchu podobné stavby, realizované již v letech 1912–1919 v japonské Hirošimě náchodským rodákem Janem Letzelem. Zabýval se také rekonstrukcemi památek (kostel svatého Václava na Zderaze a Slavína na Vyšehradě) a návrhy náhrobků ve spolupráci se sochařem Josefem Maudrem, Stanislavem Suchardou a Bohuslavem Schnirchem. Je považován za tvůrce secesní architektury a navazoval v ní na českou novorenesanční tradici 19. století.
Je autorem návrhu sgrafit například Wiehlova domu čp. 792 na Václavském náměstí (1894–1896) společně s Mikolášem Alšem,  výzdoby interiérů a uměleckoprůmyslových děl všech oborů – nábytek, keramika, divadelní opony, látky, koberce, prapory, vějíře, šperky, sklo, knižní dekory, vazby, diplomy, razítka, ex libris, tapety, intarzie, lampy, mříže, kliky, církevní bohoslužebné předměty, monstrance, kropenky, kalichy, kadidelnice kasule, pluviály a mnoho jiných. Profesor architekt Josef Fanta celé dílo za svého života daroval Umělecko-průmyslovému a Technickému muzeu v Praze.
Jeho manželkou byla Julie Fantová-Kusá, významná pracovnice ženského emancipačního hnutí a starostka brněnského ženského spolku Vesna. Měli čtyři děti: dcery Marii, Evu a Barboru a syna Josefa. Manželka Julie po 17 letech šťastného manželství v roce 1908 zemřela. Syn Josef zemřel na italské frontě na konci první světové války (27. října 1918). Dcera Eva provdaná Horlivá byla překladatelka, Barbora se provdala za svého bratrance Jiřího Kameníčka, zakladatele firmy na obráběcí stroje (později přejmenované na TOS Hostivař). Přátelil se s řadou osobností, například se spisovateli Juliem Zeyerem a Jakubem Arbesem, malířkou Zdenkou Braunerovou či astronomem Josefem Janem Fričem. Barbora emigrovala po změně režimu po druhé světové válce do Kanady a v roce 1956 se k ní připojila také Eva. V Čechách zůstala jediná Marie a stala se známou novinářkou a překladatelkou, psala pod pseudonymem Ma-Fa, měla dlouhodobý romantický vztah s českým politikem Janem Masarykem.

## Dílo

### Architektonické a výtvarné
Poznámka: Rok návrhu nemusí nutně odpovídat roku výstavby, jelikož některé návrhy byly vytvořeny mnoho let před samotným zahájením stavby.
- 1879 – Spolupráce na dostavbě Národního divadla v Praze - návrhy stropní výzdoby interiéru, stropu hlediště, otervíracích mřížky stropu z prolamovaného plechu a vysokých pouličních svítilen před Národním divadlem
- 1880 – Návrhy na řešení domové skupiny při Palackého mostě
- 1881 – Návrh divadla pro Hradec Králové
- 1881–1882 – Návrh sgrafit pro Dům umělců - Rudolfinum
- 1882 – Návrh budovy pro dívčí internát a školu v Brně
- 1883 – Návrh na výzdobu sgrafity pro činžovní domy arch. Schlaffra
- 1883 – Návrh domů pro stavitele Zábranského
- 1884 – Návrhy domů v Praze-Karlíně pro arch. Maška
- 1884–1888 – návrh zařízení interiéru Bohumila Bondyho v 1. patře domu U černé růže v Praze Na Příkopech čp. 853/II (nyní showroom sklářské firmy Moser)
- 1885 – Návrh na úpravu zámečku v Modřanech pro stavitela radu Jenšovského
- 1886–1888 – Návrh sgrafitové výzdoby dvorů Národního muzea v Praze
- 1888–1889 – Dostavba Hlávkových domů v Praze, v průchodu z Vodičkovy do Jungmannovy ulice
- 1889 – Návrh radnice v Josefově
- 1889–1890 – Fontána před Rudolfinem
- 1890 – Sgrafita pro velký sál restaurace na Slovanském ostrově v Praze
- 1890 – Návrh na budovu Plodinové burzy na Senovážném náměstí v Praze
- 1891 – Účast na Jubilejní výstavě v Praze
- 1893 – Návrh budovy Justičního paláce pro severní stranu Staroměstského nám. v Praze
- 1894 – Přestavba staré radnice v Berouně
- 1894–1896 – Návrh sgrafit Wiehlova domu arch. Weihla v Praze, Václavské nám.
- 1895 – Instalace pavilonu Národopisné československé výstavy
- 1896 – Návrh na stavbu hvězdárny J. a J. Fričů v Ondřejově
- 1896 – Návrh na přístavbu a obnovu domu Jindřicha Mlsky v Týnci nad Sázavou
- 1896 – Návrh obnovy Husova rodného domu Husinci
- 1899–1900 – Úprava Emauzského kláštera a okolí
- 1897–1909 – Stavba ústředního pražského nádraží Františka Josefa I. (dnes Hlavní nádraží)
- 1897 – Návrh přestavby staré hospodářské budovy na rodinný dům(Obereignerova vila) pro Vojtěcha Obereignera v Poděbradech
- 1898 – Přestavba rohového domu na náměstí v Klatovech pro účely spořitelny a záložny
- 1898 – Návrh na rodinný dům MUDr. Antonína Salzmanna v Klatovech
- 1898–1908 – Oprava a dostavba děkanského chrámu Nanebevzetí P. Marie v Klatovech
- 1898–1902 – Návrh na letní sídlo spisovatelky Gabriely Preissové Královka v Jevanech
- 1900 – Návrh výstavního interiéru pražské Obchodní a živnostenské komory na Světové výstavě v Paříži
- 1900 – Návrh na úpravu Nového hřbitova a hřbitovního kostela v Poděbradech
- 1900 – Návrh na vilu dr. Koudely v Praze
- 1901 – Návrh na novostavbu kostela ve Veltrusích
- 1901 – Úprava staršího stavení pro vlastní bydlení (usedlost Josefa Fanty)
- 1902–1904 – Stavba Hlávkových studentských kolejí v Praze
- 1902–1909 – Návrh na obnovu kostela sv. Václava Na Zderaze a na úpravu nejbližšího okolí
- 1903 – Obnova kláštěrního kostela sv. Václava v Trutnově Návrh na lesovnu Vortová, upravenou pro letní pobyt biskupa královéhradeckého
- 1903–1904 – Návrh přístavby hostince U české koruny v Chrásti u Chrudimi
- 1903–1905 – Stavba domu pražského pěveckéhoo spolku Hlahol
- 1903–1905 – Přestavba kostela svatého Jana Nepomuckého v Rožmitále pod Třemšínem
- 1906–1907 – Návrh výzdoby Prahy při návštěvě císaře Františka Josefa I.
- 1906–1912 – Návrh památníku (Mohyla míru) padlým v bitvě u Slavkova na Moravě u Prace
- 1907 – Návrh na stavbu budovy Filozofické fakulty Karlovy univerzity v Praze
- 1908 – Účast při instalaci Jubilejní výstavy obchodní a živnostenské komory v Praze
- 1909–1910 – Návrh vily Bohumila Hobzeka v Hradci Králové [8]
- 1909–1910 – Návrh na obnovu a vnitřní úpravu domu U Vejvodů v Praze
- 1910 – Návrh ohradní mříže lamp a kovaných vrat pro farní kostel ve Zlonicích
- 1910 – Návrh vily (Vosmíkova vila) sochaře Čeňka Vosmíka v Praze na Hřebenkách
- 1910 – Návrh vily Kouřimka v Poděbradech
- 1911 – Návrh budovy Všeobecného penzijního ústavu v Praze
- 1911–1912 – Návrh stavby hřbitovního kostela v Přepychách
- 1913 – Stavba fary v Chlumu
- 1918–1923 – Přestavba radnice v Klatovech
- 1928–1932 – Stavba budovy ministerstva obchodu (dnes Ministerstvo průmyslu a obchodu České republiky) Praha Na Františku (projekt 1925–1926, stavba 1928–1932).

### Literární
- O svérázu krojovém a bytovém (1895)

## Ocenění
- V roce 1900 získal na Světové výstavě v Paříži zlatou medaili jako tvůrce českého interiéru v pavilónu Rakousko-Uherska
- V roce 1926 mu byl udělen čestný titul doktora technických věd (dr. h. c.) Českého vysokého učení technického v Praze [9].

## Galerie

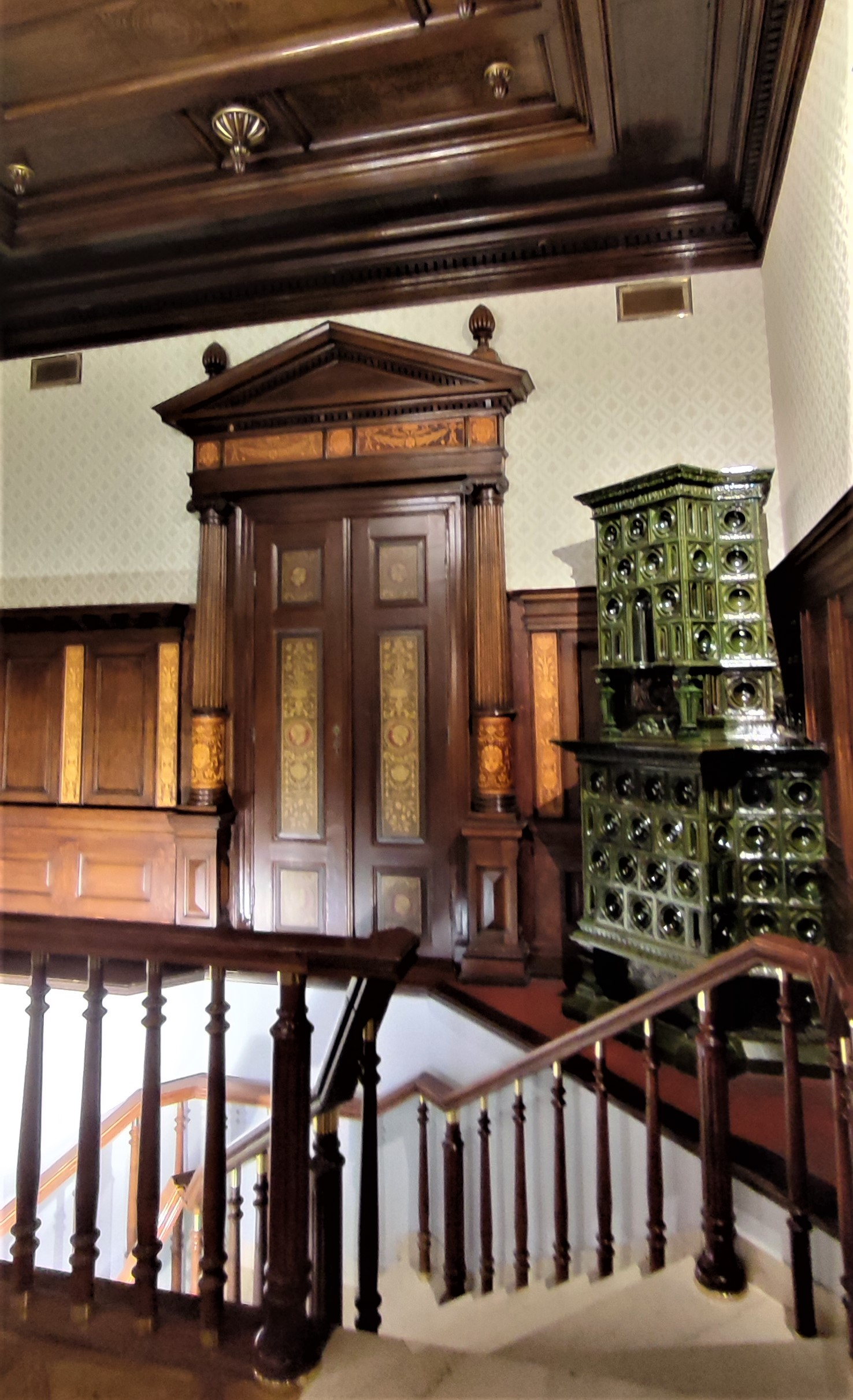
Bondyho interiér v domě U Černé růže
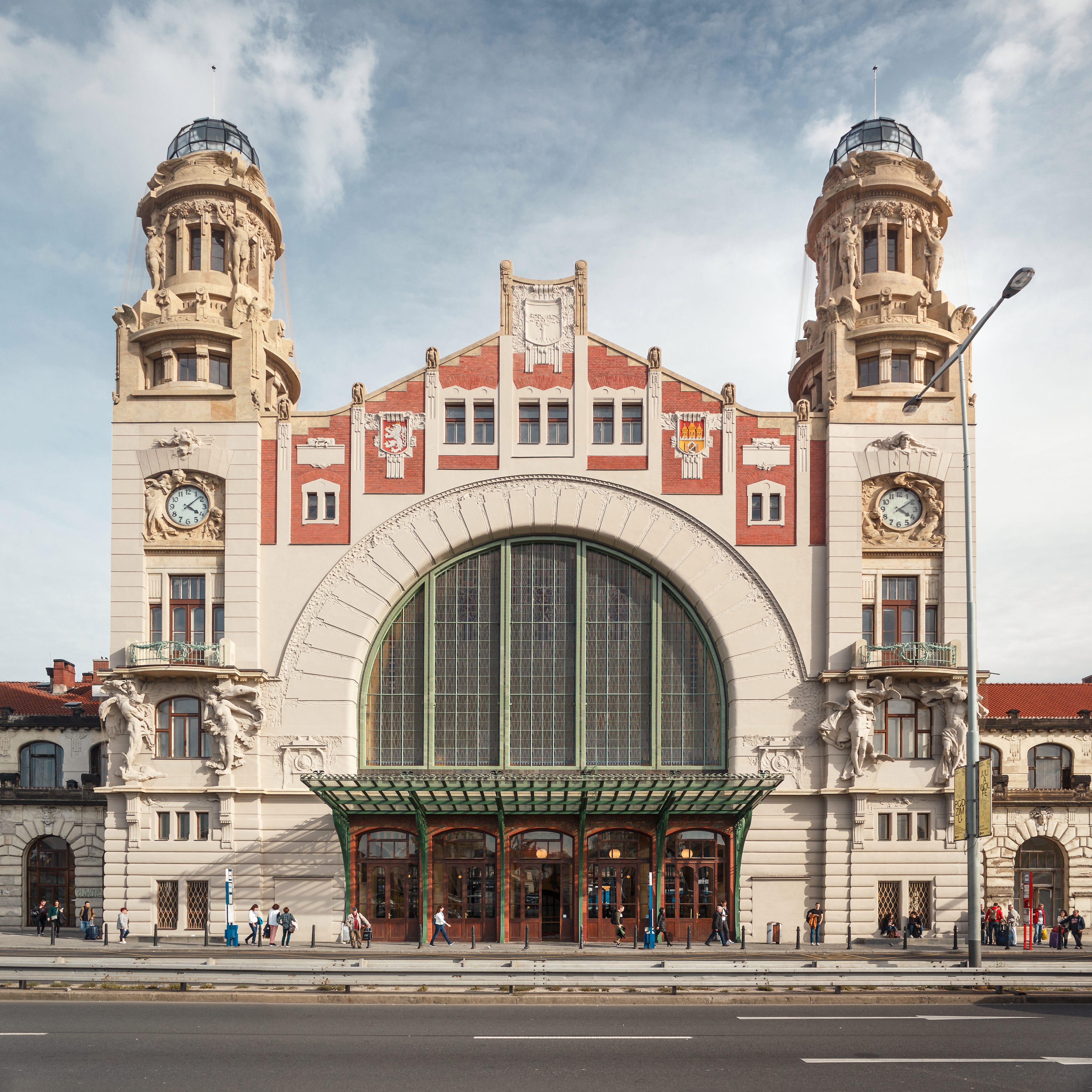
Průčelí Hlavního nádraží v Praze
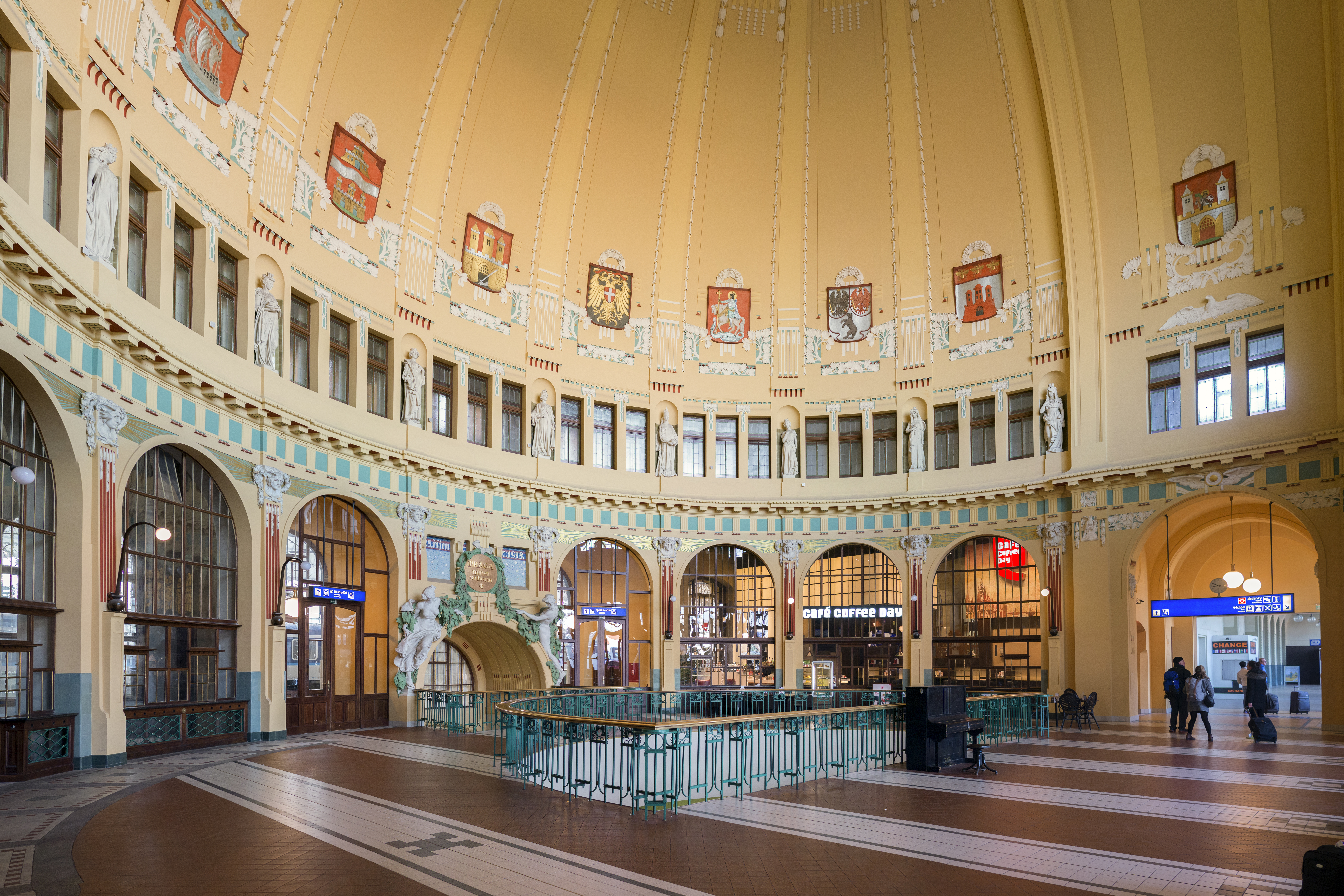
Původní hala nádraží, dnes Fantova kavárna
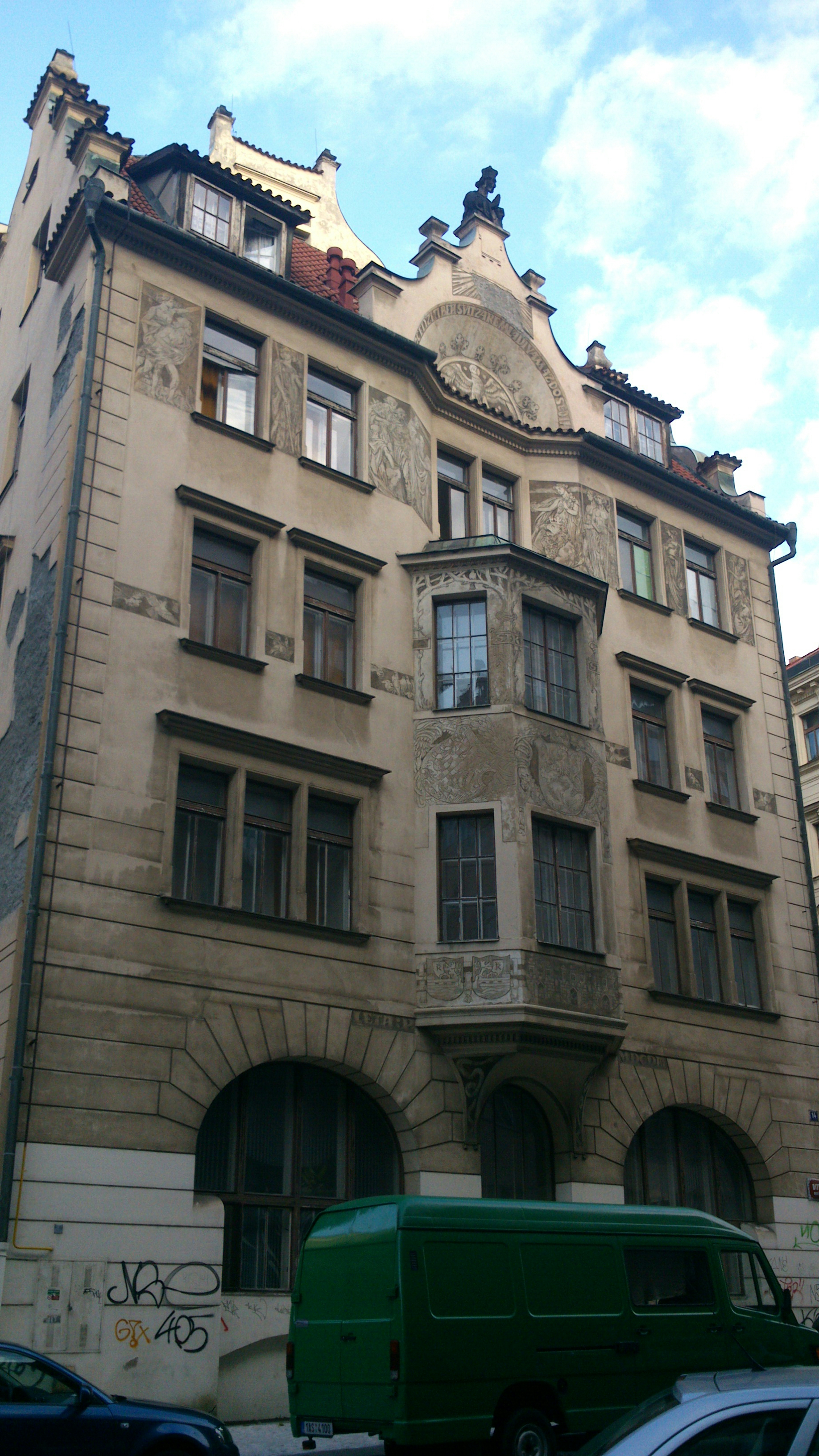
Hlávkova kolej, Praha, Nové Město
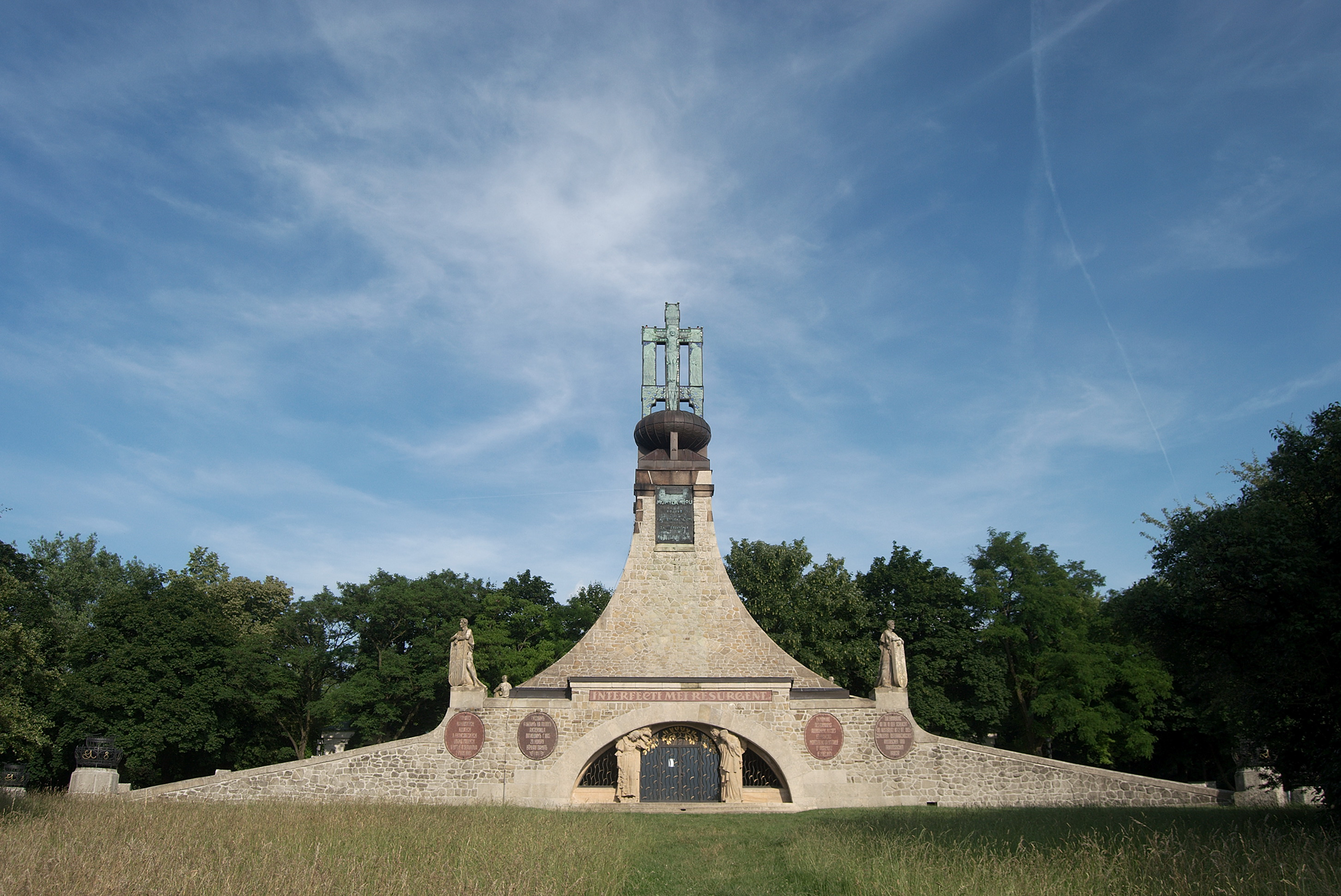
Pomník Mohyla míru na Slavkovském bojišti
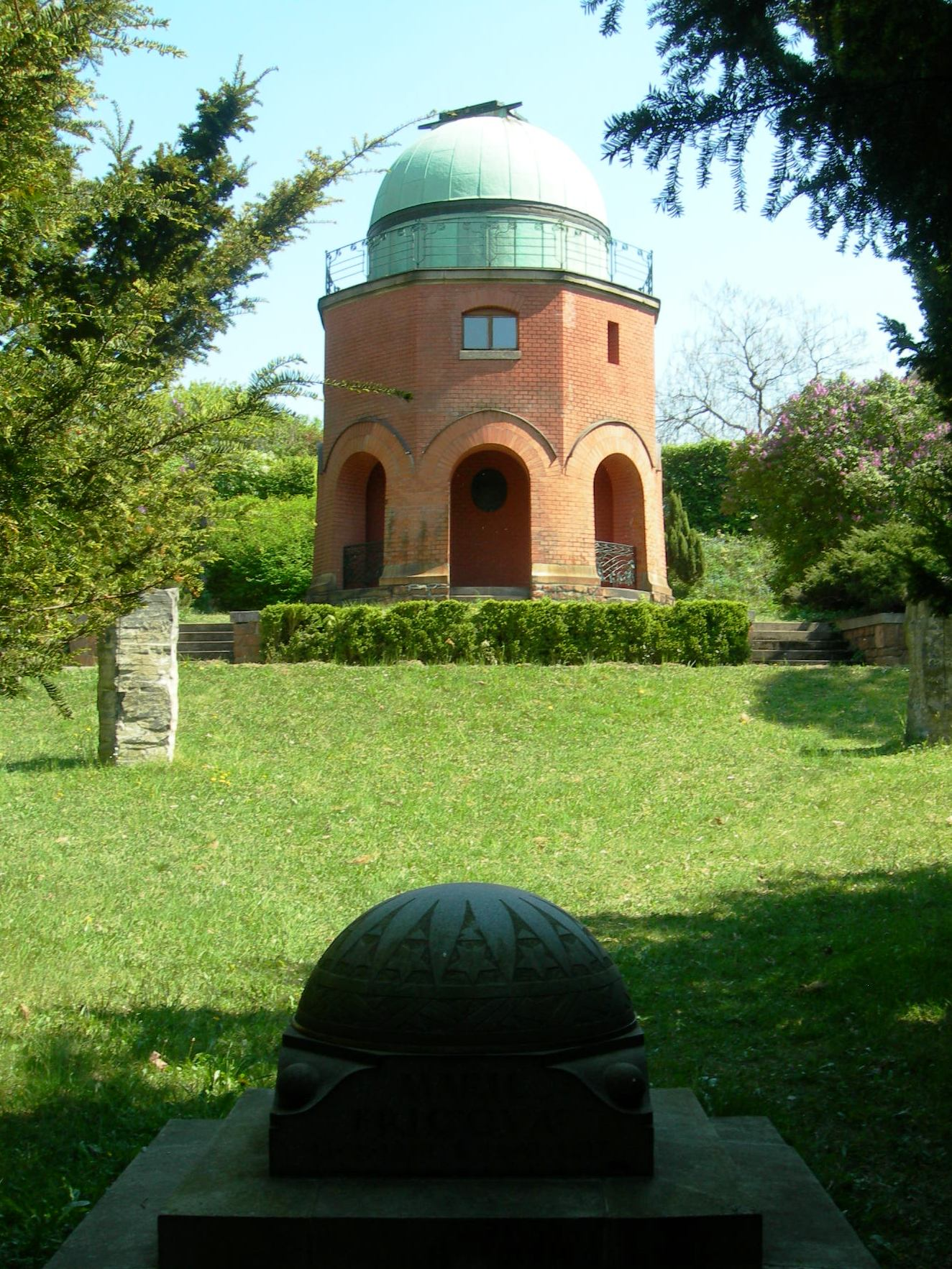
Západní historická kopule v Astronomickém ústavu v Ondřejově
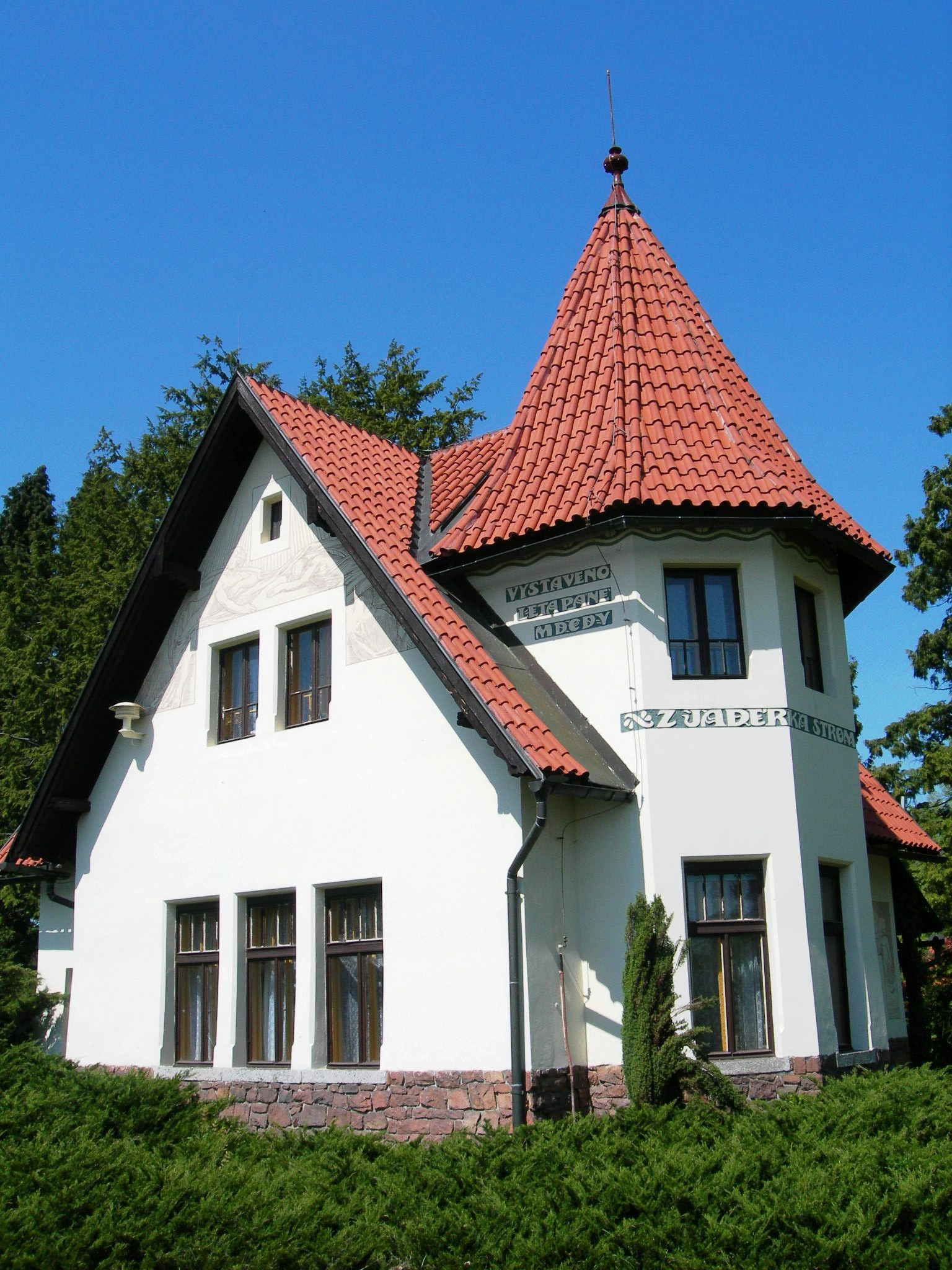
Bývalá pracovna J. J. Friče v Ondřejově
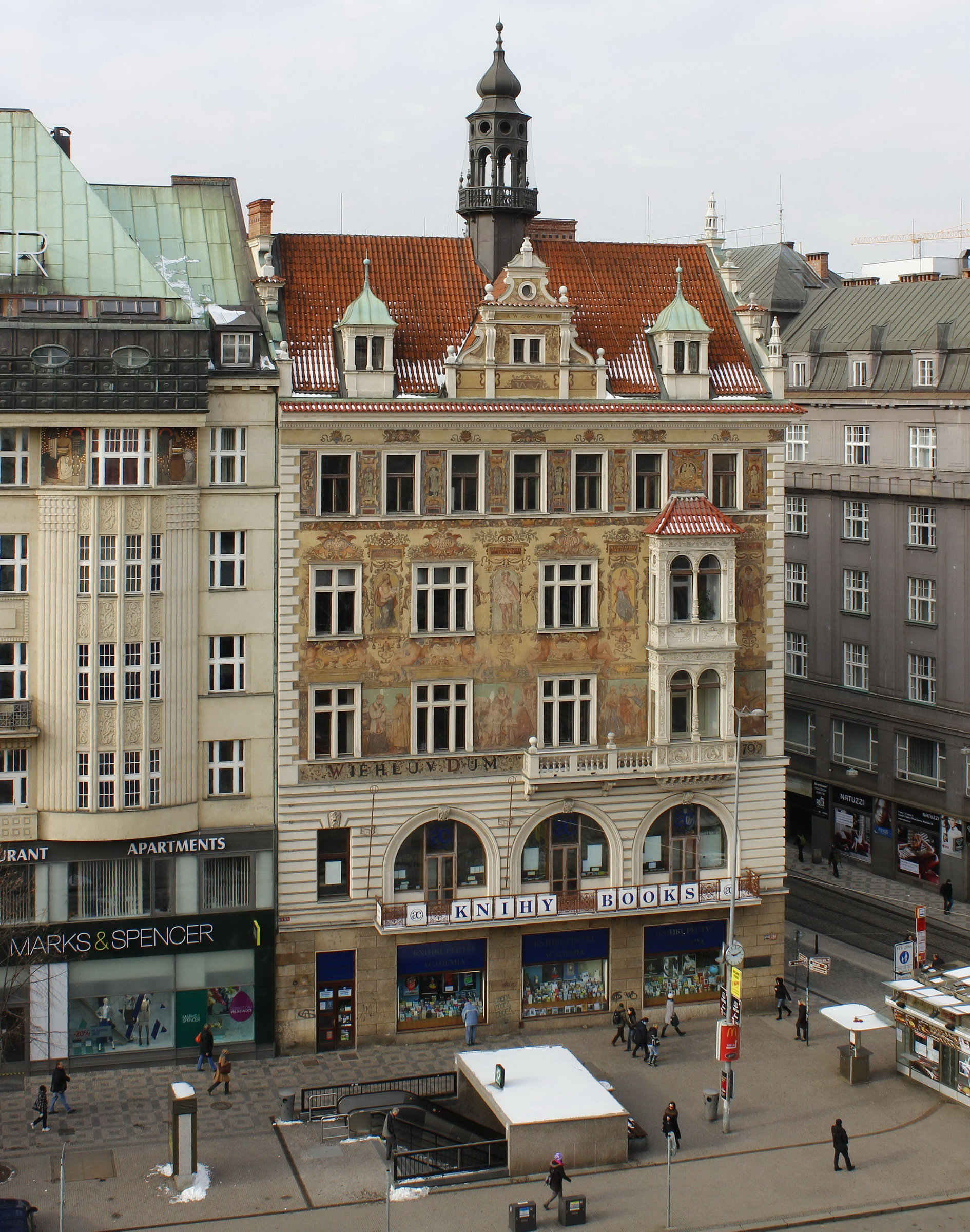
Wiehlův dům na Václavském nám. v Praze (návrh ornamentálních sgrafit)
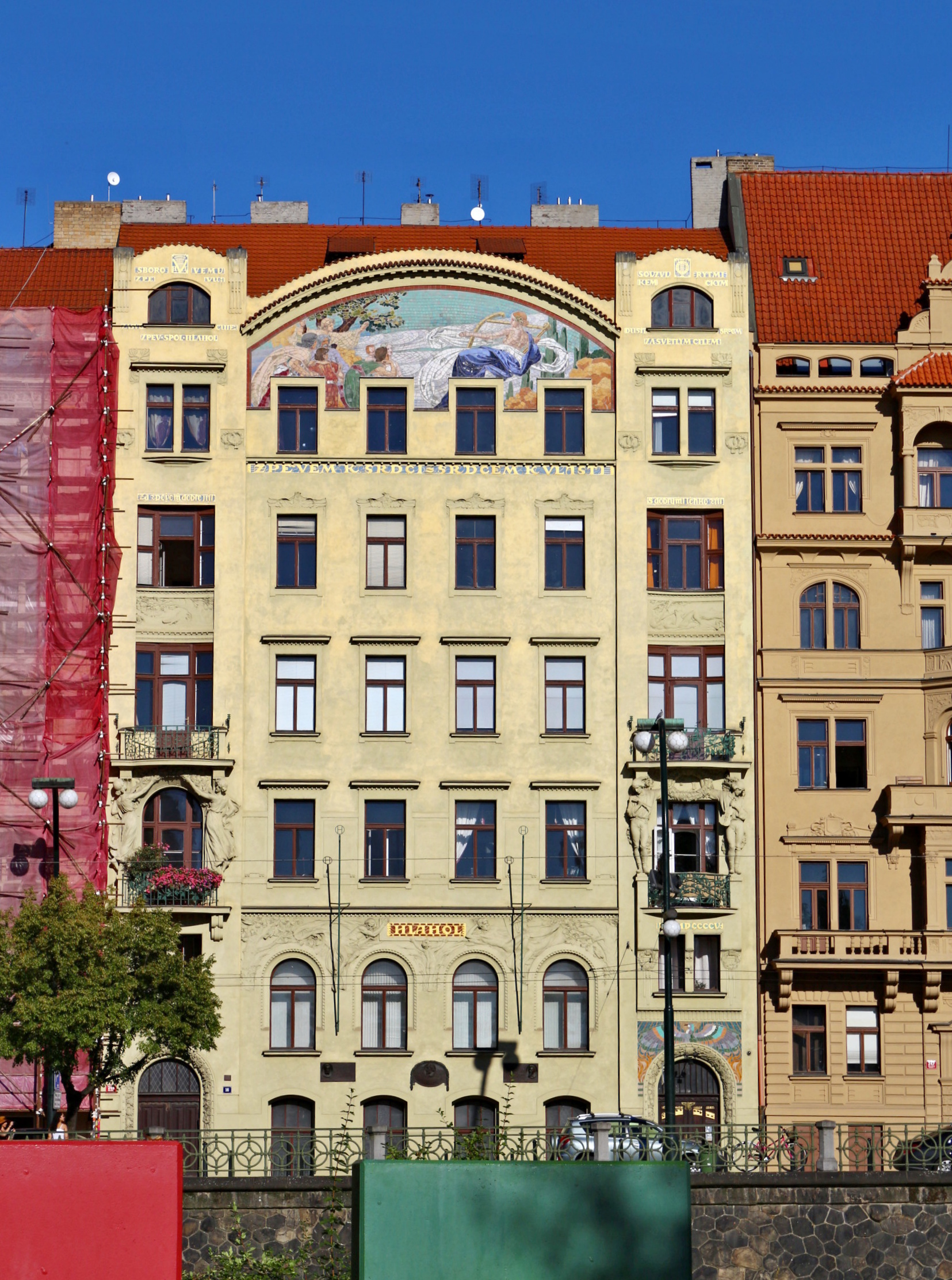
Spolkový dům Hlahol
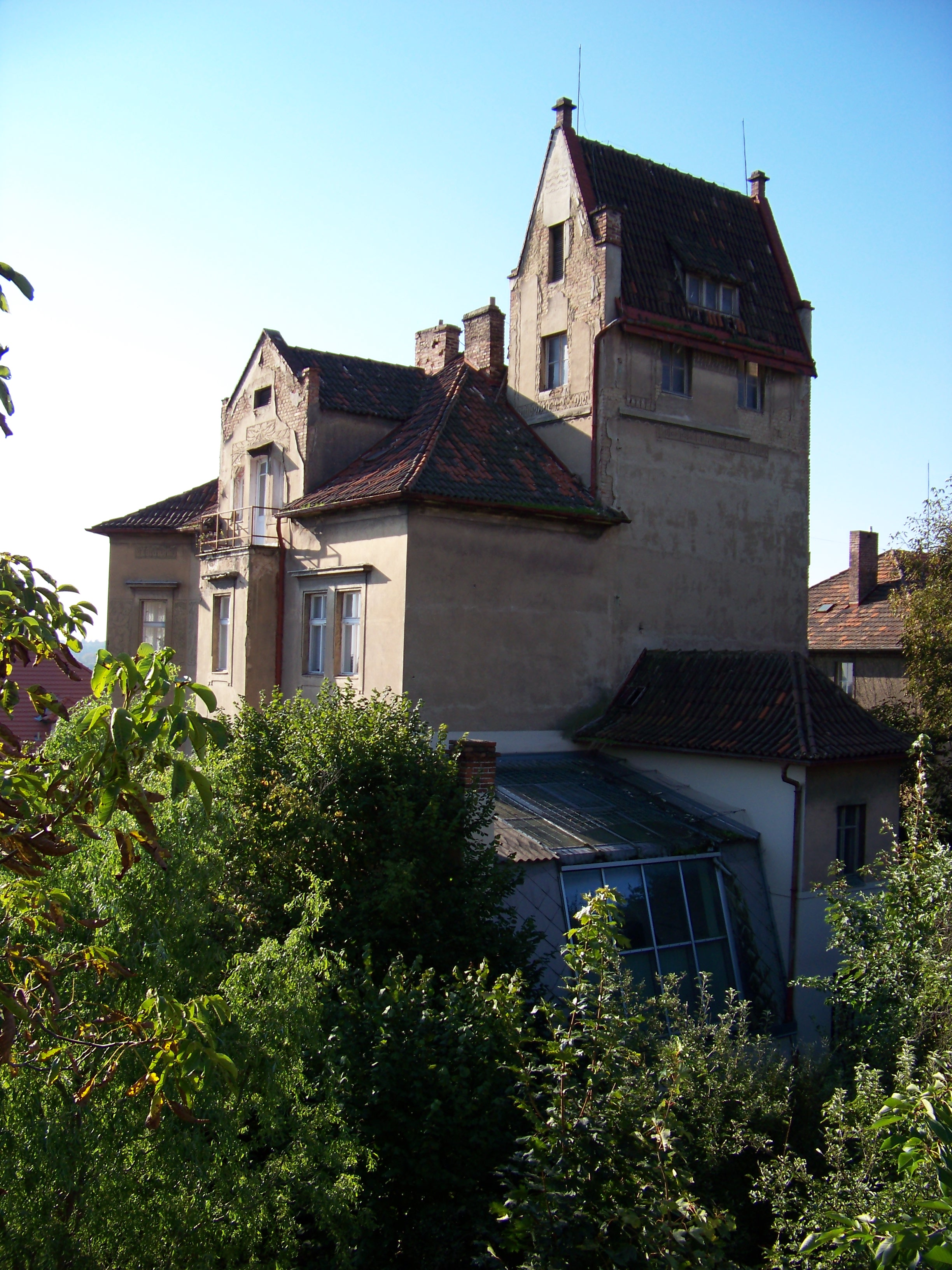
Vosmíkova vila, Praha 5
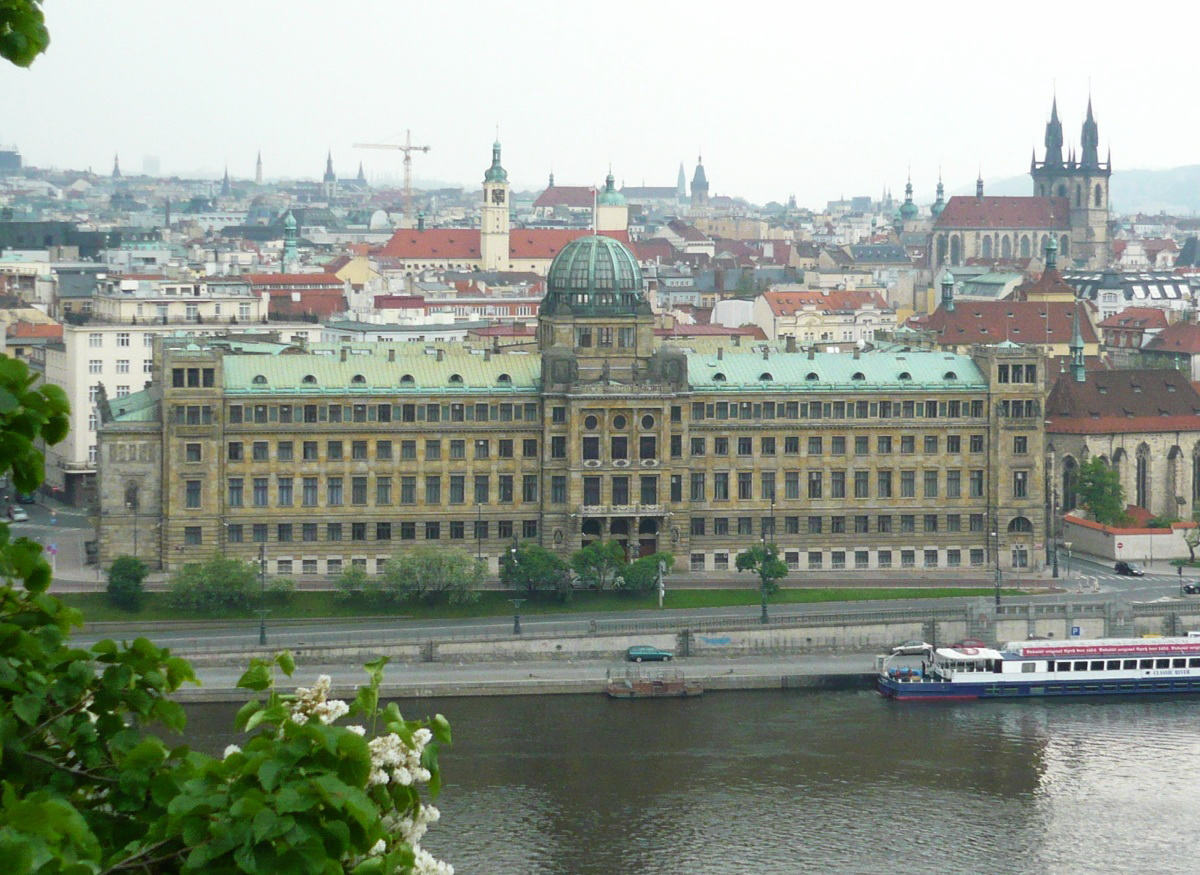
Budova ministerstva obchodu, 1928–34
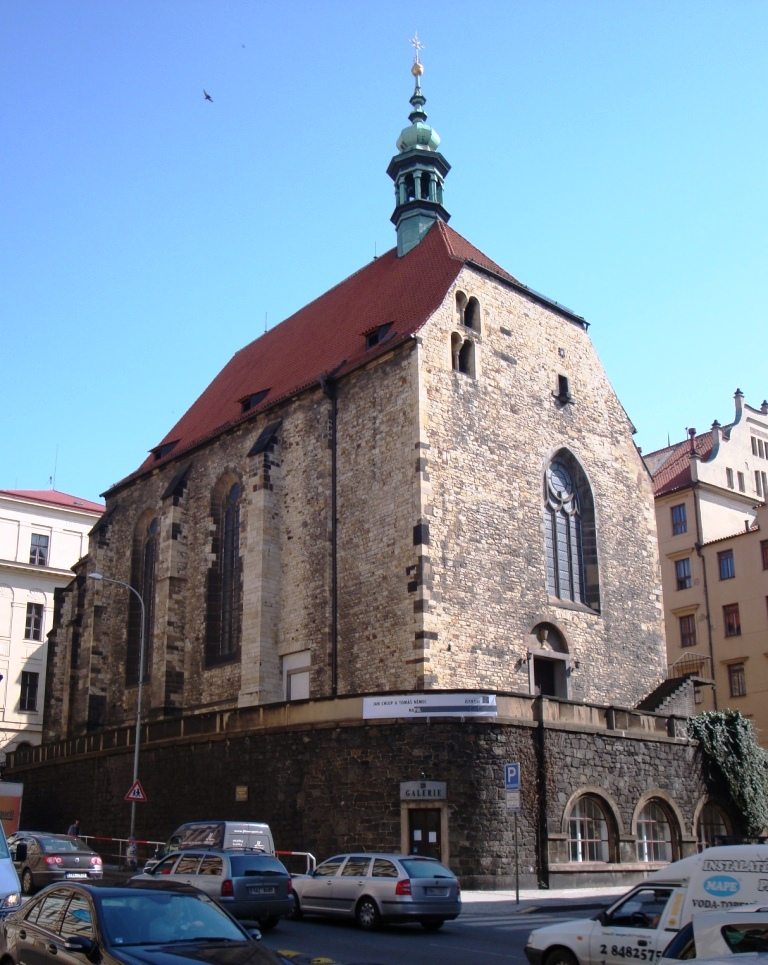
Sv. Václav na Zderazě
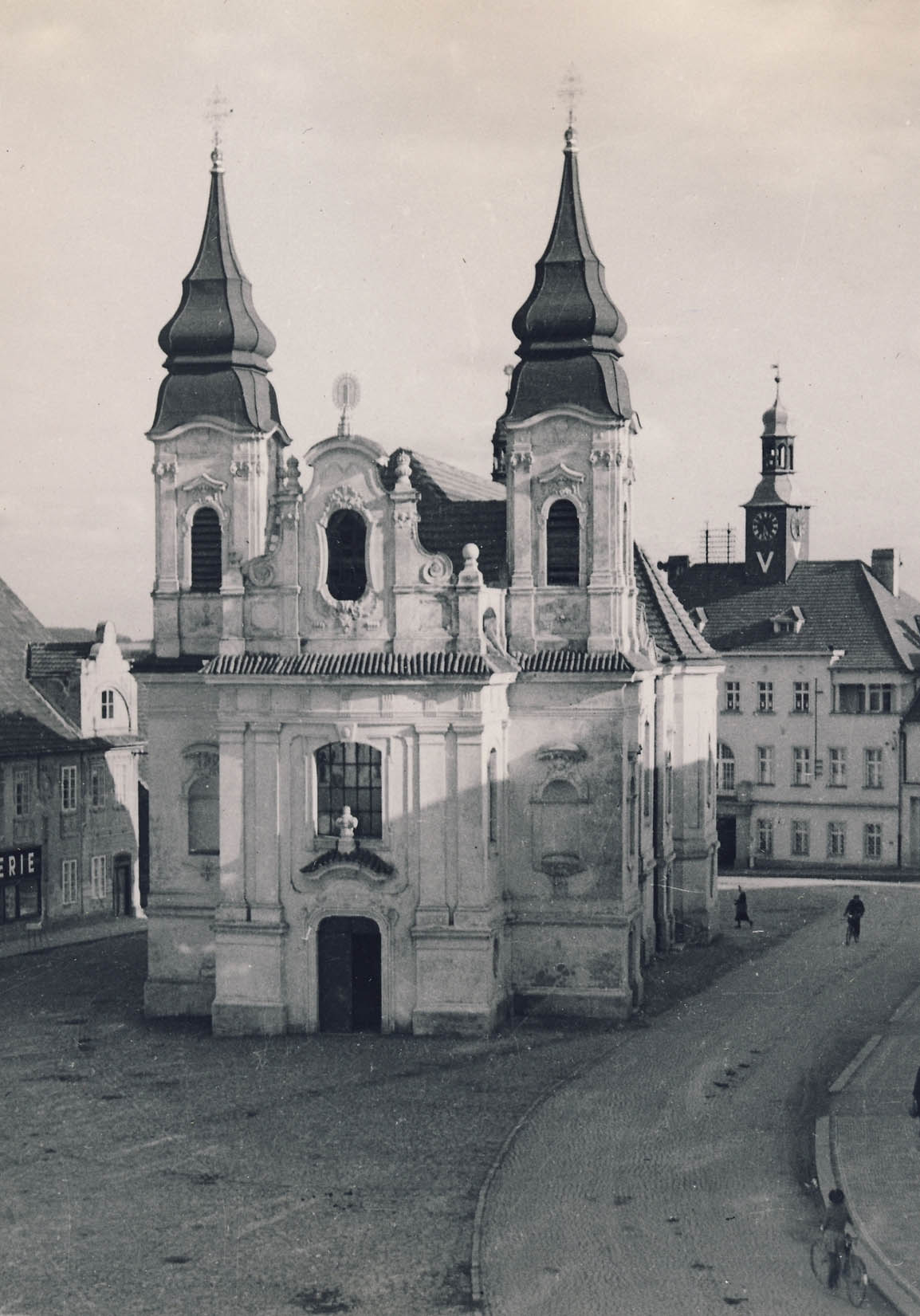
Kostel svatého Jana Nepomuckého v Rožmitále